# Belice
Der Belice ist ein Fluss im Westen Siziliens. Er hat zwei Quellflüsse: Den etwa 45 km langen Belice destro, der in der Nähe von Piana degli Albanesi entspringt, und den rund 42 km langen Belice sinistro, der an der Rocca Busambra entspringt.
Der Belice hat eine Gesamtlänge von etwa 77 km (mit dem Belice destro). Er fließt durch die Metropolitanstadt Palermo sowie die Freien Gemeindekonsortien Agrigent und Trapani und mündet in der Nähe der archäologischen Fundstätten von Selinunt ins Meer.

## Ereignisse
In der Antike hatte der Belice den Namen „Krimisos“. An den Ufern dieses Flusses besiegten im Juni 341 oder 340 v. Chr. die Syrakusaner unter Timoleon die Karthager in der Schlacht am Krimisos.
Bei einem Erdbeben Mitte Januar 1968 wurden zahlreiche Orte im Belice-Tal zerstört, unter anderem Gibellina, Montevago und Salaparuta. 231 bis 370 Menschen starben, 70.000 wurden obdachlos.